# Monkey Business Tour
Monkey Business Tour — мировое турне американской хип-хоп-группы The Black Eyed Peas в поддержку их четвёртого студийного альбома Monkey Business.

## Сет-лист
1. «Hey Mama»
2. «Smells Like Funk»
3. «Dum Diddly»
4. «Don't Lie»
5. «Shut Up»
6. Taboo фристайл
7. apl.de.ap фристайл
8. will.i.am фристайл
9. Fergie фристайл
10. «Labor Day (It’s a Holiday)»
11. «Pump It»
12. «Where Is the Love?»
13. «Don't Phunk With My Heart»
14. «Let's Get It Started»

Концерт, данный 3 октября 2005 года в спортивном комплексе Sydney SuperDome (Сидней), был снят для официального DVD «Live from Sydney to Vegas».
В ноябре 2005 года в рамках тура группа дала два концерта в Южной Америке вместе с группой Smash Mouth.